# بكر راسيم
بكر راسيم (بالبلغارية: Бекир Расим)‏ هو لاعب كرة قدم بلغاري، ولد في 26 ديسمبر 1994 في فارنا في بلغاريا. شارك مع منتخب بلغاريا تحت 21 سنة لكرة القدم. أما مع النوادي، فقد لعب مع نادي تشيرنو مور فارنا.

## وصلات خارجية
- بكر راسيم على موقع قاعدة بيانات كرة القدم.إي يو (الإنجليزية)
- بكر راسيم على موقع Soccerway.com (الإنجليزية)